# Danço Congo
Pour les articles homonymes, voir Danco.
Le Danço Congo ou danse du Capitaine Congo est une des danses et un des styles musicaux les plus populaires de Sao Tomé-et-Principe. La danse et le rythme puisant directement dans l'héritage bantou ont été véhiculés par les Angolares, ces communautés d’esclaves originaires d'Angola.

## Source
- Le Danço Congo, sur Afrisson